# Dolmen Menga
Dolmen Menga (španělsky Dolmen de Menga, nesprávně Cueva de Menga – jeskyně Menga) je jedním z trojice dolmenů na okraji španělského města Antequera v Andalusii.

## Etymologie
Dolmen Menga je překladem španělského Dolmen de Menga. Ten je často označován i jako Cueva de Menga, česky jeskyně Menga. Označení jeskyně však tomuto útvaru neodpovídá, neboť se jedná o megalitickou stavbu – dolmen. Původ jména pak pochází od ženy zvané Dominga, která dolmen objevila. Tato žena následně rozšířila v Antequeře mor. Výsledkem pak byl přesmyk De Menga, neboli Dolmen de Menga.

## Popis

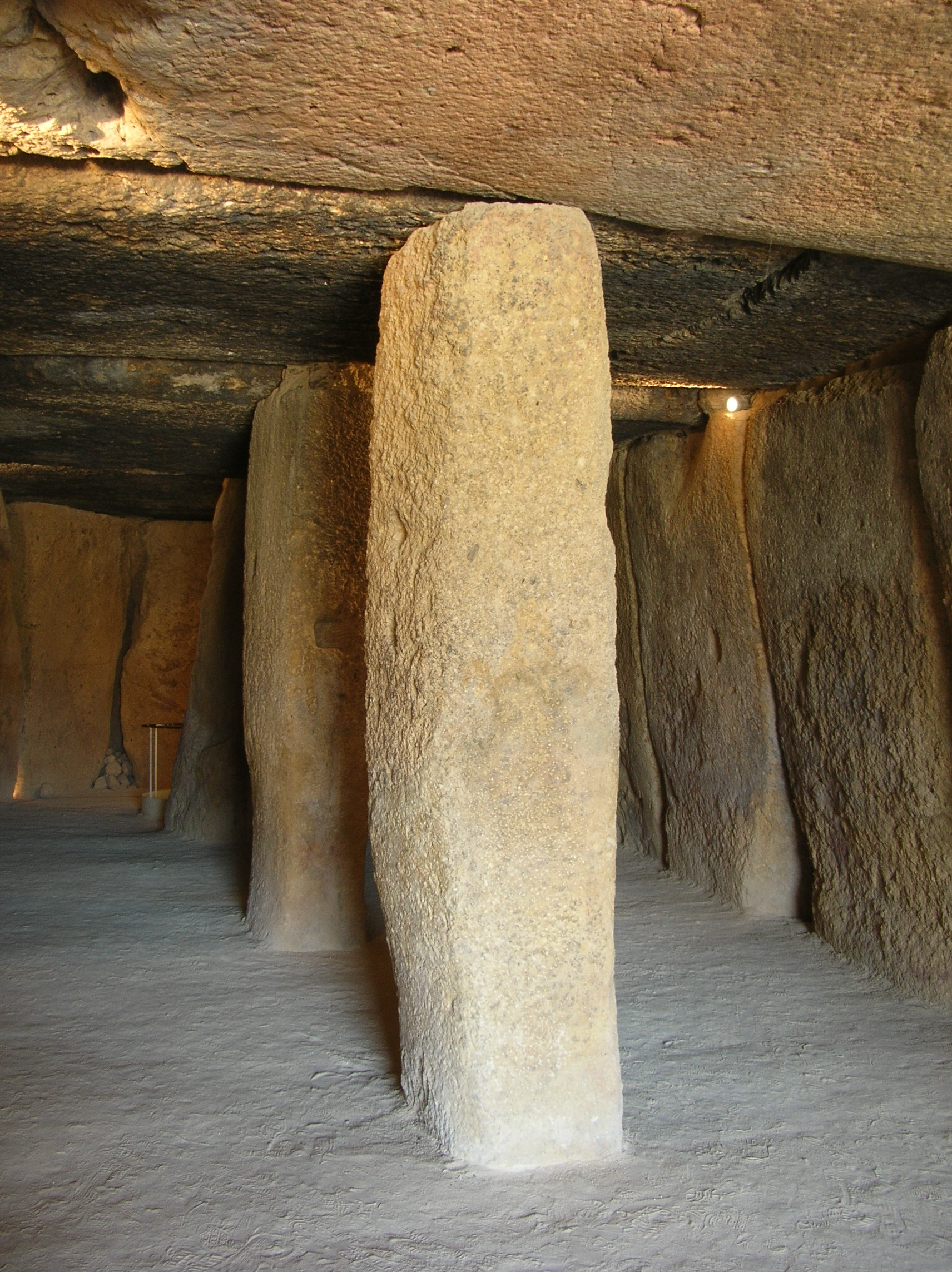
Pohřební komora

Jedná se pravděpodobně o nejstarší dolmen v oblasti pocházející z období 2500 let př. n. l. Je tvořen přístupovou chodbou a pohřební komorou se studnou. Vnitřní prostor je tvořen ohromnými kamennými kvádry a deskami dosahujícími váhy až 200 tun. V hlavní komoře je pak ve skále vysekaná studna. Za kamennými kvádry je kamenná výsypka, následuje hliněná pokrývka tvořící terénní vyvýšeninu. Pohřební komora je nepravidelně oválná, přístupová chodba pak nepravidelně přímá.

### Vstup a vstupní chodba

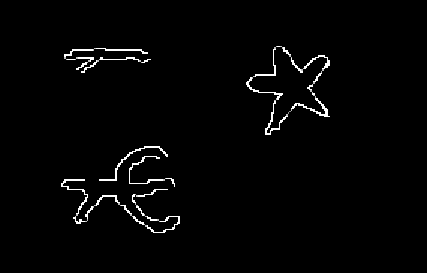
Údajné piktogramy při vstupu do dolmenu, kresba

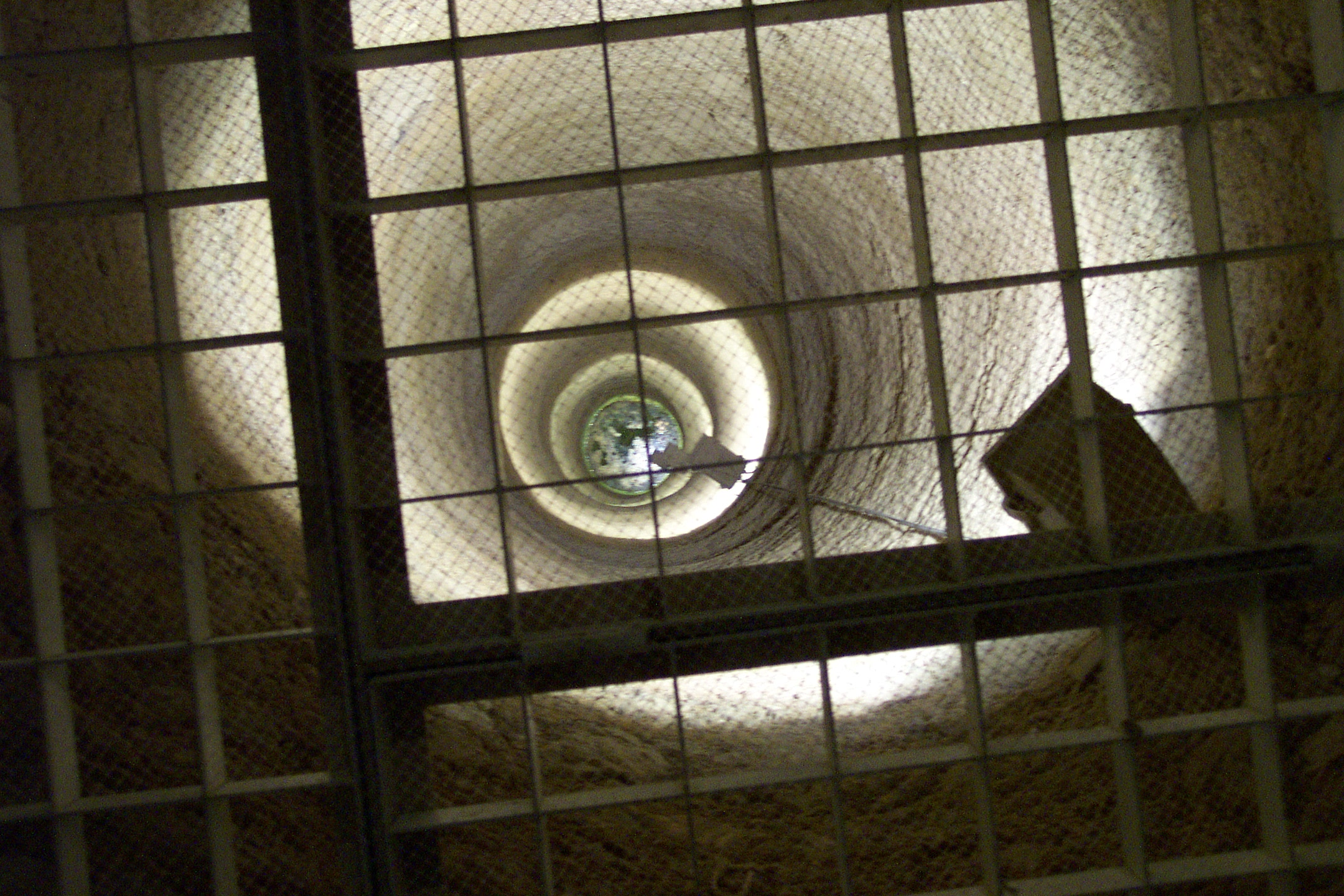
Pohled do studny

Vstup do přístupové komory je čtvercový, stěnu tvoří dvě po sobě jdoucí stěnové desky. Stropní monolit je pak tlustý, značně vychýlený doleva, odkrytý. V roce 2006, zde archeolog Juan Manuel Munoz Gambero objevil nápisy, jejichž stáří bylo vyčísleno na 4000-5000 let, čili byl vytvořeny před vznikem samotného dolmenu. Podobné nápisy objevil tým profesora Munoze Gambera i na jiných místech v Andalusii. Následuje vstupní chodba, která je asi 3,5 m široká, 5 metrů dlouhá a 2,7 m vysoká. Na jedné ze stél vlevo se zde pak nachází pravděpodobně piktogramy, nebo antropomorfní nápisy. Podobné byly objeveny i při archeologickém výzkumu lokality La Peña de los Enamorados a předpokládá se, že dolmeny Menga a Romeral mají kosmologickou souvislost s tímto místem.

### Pohřební komora
Pohřební komora je pak pokračováním přístupové chodby. Stěny tvoří obrovské kamenné stély, strop 4 stropní ortostaty podepřené třemi opěrnými pilíři, zem ušlapaná půda. Pohřební komora volně navazuje na vstupní chodbu a je nepravidelného oválného tvaru. Za posledním pilířem se pak nachází ve skále tesaná studna o průměru 1,5 metru a hloubce 17,5 metrů, na jejíž dně je zdroj vody. Stěny jsou pak tvořeny ohromnými kamennými deskami, těsně přiloženými k sobě. Jedna velká deska je proti vchodu za posledním opěrným pilířem a sedm dalších po obou stranách. Tvar této komory je však nepřesný. Ve škvírách mezi kameny jsou zřetelné drobné kameny, stejně tak za kamennými deskami, kde je též umístěno umělé osvětlení. Studna je pak osvětlena čtyřmi osvětlovacími tělesy, zakryta mříží a ohrazena zábradlím. Velikost pohřební komory je 19,5 m délky, 6 m průměrné šířky a 2,7 m výšky. 

### Kryt dolmenu
Bezprostřední okolí monolitové konstrukce je pravděpodobně tvořeno výsypem z drobných kamenů, následně následuje hliněná výsypka. V současné době se vědci domnívají, že průměr tohoto krytu je, nebo byl až 120 metrů. Což je více než polovina o proti původně předpokládaným 50 metrům. K těmto závěrům je vede georadarový průzkum týmu profesora Simona Keye z univerzity v Southamptonu a archeologických vykopávek místních archeologů.

## Historie výzkumu
První písemné prameny o dolmenu sahají do 16. a 17. století. S bližším literárním zájmem i výzkumnou činností se setkáváme až v 19. století. První zběžný popis dolmenu Menga, nalézáme v knize Historia de Antequera desde su fundación hasta el año 1800 (Historie Antequery od svého založení do roku 1800) z roku 1842. Menga je zde označována hrobkou. Autor zmiňuje ještě jednu „hrobku“ v její blízkosti, jejíž vstup je však uzavřen. O několik let později, v roce 1847, vydává Rafael Mitjana první monografii o dolmenu, nazvanou Memoria sobre el templo druida hallado en las cercanías de… Antequera, provincia de Málaga (Vzpomínka na druidský chrám nalézající se v blízkosti… Antequery, provincie Málaga). Informuje o provedených vykopávkách v „galerii“ a v prostoru pod velkým kamenem v hlavní části dolmenu. Tento výzkum byl veden z cílem odhalit urny nebo těla zemřelých. Senzace se však nekonala, a tak ani v „galerii“, ani ve „studně“ (označení studna je až pozdějšího data) se žádné ostatky nenašly. Mitjana uvádí, že při průzkumu „studny“ bylo kopáno 20-26 stop do hloubky. Připojuje též první grafický náčrt celého dolmenu. Dalším význačným autorem je pak T. de Rojas, který publikuje v literárním týdeníku El Genil článek Cueva de Menga (Jeskyně Menga). Kritizuje Mitjanův přístup, nepřesnosti v popisu a zprávě. Uvádí, že dolmen se nejmenuje Mengal, jak uváděl Mitjana, ale de Menga. Připojuje též výčet předmětů, které se našly na dně „studny“: arabské a římské mince, kamenické nářadí. V roce 1886 pak Émile Cartailhac v díle Les ages préhistoriques de l'Espagne et du Portugal (Prehistorie Španělska a Portugalska) vydává novou grafickou dokumentaci a o 13 let později pořizuje architekt Joaquín Fernández Ayarragaray nové nákresy dolmenu. Fernández také získává zakázku na návrh vstupního objektu, stavba však nakonec není realizována.
Na počátku 20. století se pak rozšiřuje publikační oblasti i na ostatní nově objevené objekty: dolmeny Viera a el Romeral a kopec Cerro del Marimacho s pozůstatky kulturních vrstev. Jedná se především o výzkumnou studii La necrópolis tartesia de Antequera (Tartésské pohřebiště v Antequeře) Cayetana de Mergelina (1922) a rozsáhlou kompilační publikaci manželů Leisnerových Die Megalithgräber der Iberischen Halbinsel (Megalitické hroby Pyrenejskéhé poloostrova) z roku 1943. V 60. letech pak nakladatelství G.E.H.A. vydává další monografii nazvanou Los Dólmenes de Antequera (Antequerské dolmeny).
V novém tisíciletí pak Dirección General de Bienes Culturales de la Consejería de Cultura de la Junta de de Andalucía zahajuje nový rozsáhlý vědecký projekt zabývající se prehistorií celého území. Na projektu participují vědci z několika španělských ale i cizích univerzit. Mezi nejvýznačnější patří Leonardo García Sanjuán profesor katedry prehistorie a archeologie Univerzity v Seville a Francisco Carrión Méndez, geoarcheolog a profesor Univerzity v Granadě.

## Přístup pro veřejnost a ochrana

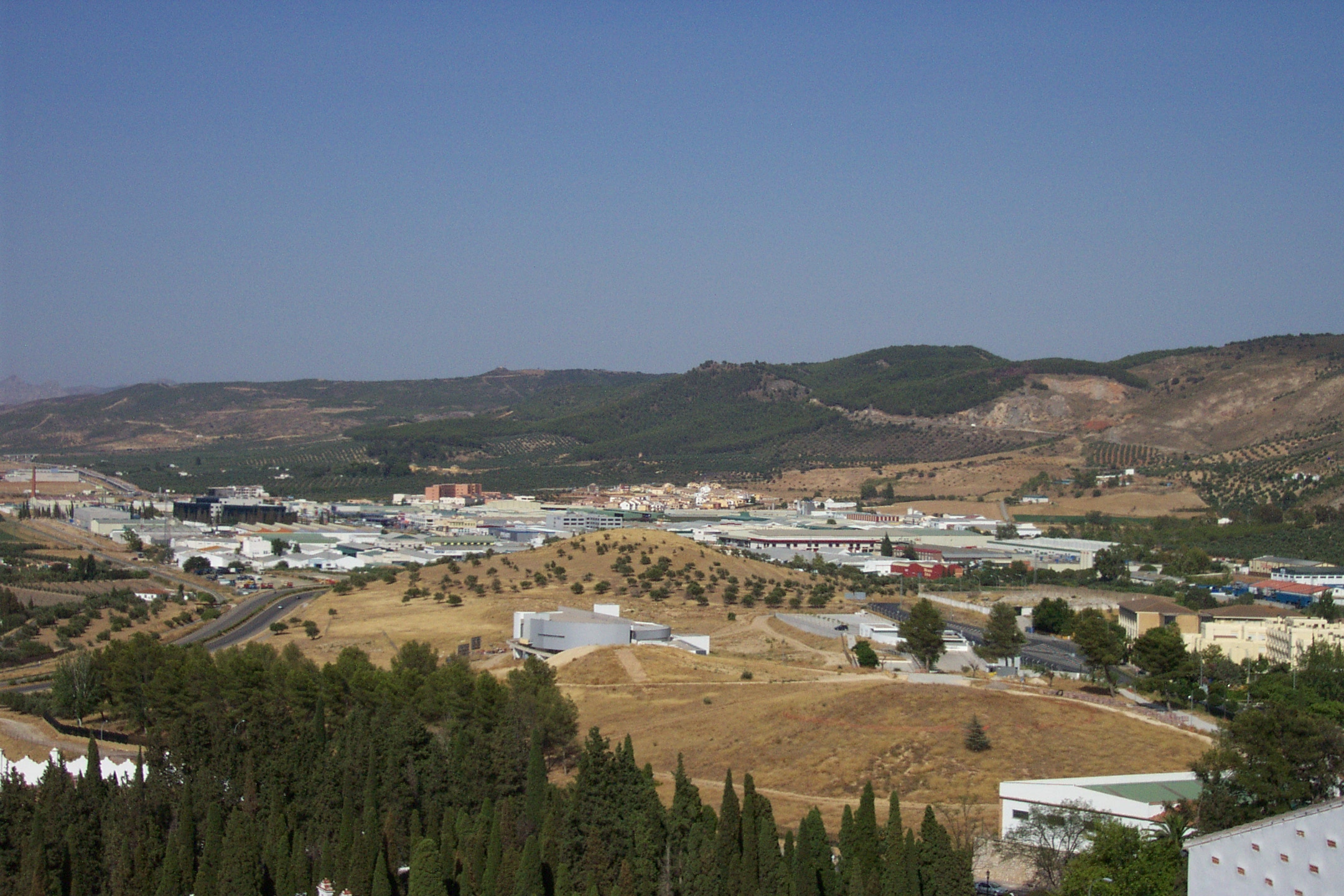
Conjunto Arqueológico Dolmenes de Antequera

V současné době jsou všechny tři dolmeny volně přístupné veřejnosti od 9:00 do 18:00 od pondělí do soboty a od 9.30 do 14:30 v neděli. V pondělí jsou dolmeny veřejnosti zavřeny. První dva jsou přístupné na východním okraji města Antequera na silnici vedoucí ve směru na Málagu a Granadu, El Romeral pak na silnici MA-232 ve směru na Córdobu. Dolmen Menga je pak chráněn zákonem již od 1. června 1886 jako národní kulturní památka (Monumento Nacional). Od roku 2016 je společně s dalšími dolmeny a přírodními fenomeny v okolí Antequery součástí světového kulturního dědictví UNESCO (viz Dolmeny v Antequeře).